# 4769 Касталија
4769 Касталија (енгл. 4769 Castalia) је Аполо астероид са средњом удаљеношћу од Сунца која износи 1,063 астрономских јединица (АЈ).
Апсолутна магнитуда астероида је 16,9.